# Robinsonada

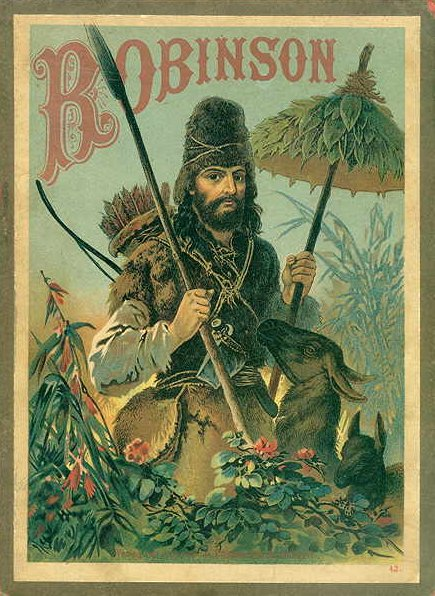
Róbinson Crusoé em uma ilustração de 1887.

Robinsonada é um gênero literário de ficção em que o protagonista é repentinamente separado da civilização, geralmente por naufrágio ou abandono em uma ilha isolada e desabitada, e deve improvisar os meios de sua sobrevivência com os recursos limitados disponíveis. 
O termo é uma referência ao romance Róbinson Crusoé (1719), de Daniel Defoe. O sucesso do livro gerou tantas imitações que seu nome-título foi usado para definir um gênero, que às vezes é descrito simplesmente como uma "história de uma ilha deserta" ou uma "narrativa de náufragos".
O termo "robinsonada" foi cunhado pelo escritor alemão Johann Gottfried Schnabel no prefácio de sua obra Die Insel Felsenburg (em português: A Ilha de Felsenburg), de 1731. Em O Aventuroso Simplicissimus (1668), de Hans Jakob Christoffel von Grimmelshausen, o protagonista náufrago também vive sozinho em uma ilha.

## Temas
Para o romancista irlandês James Joyce, Róbinson Crusoé é um símbolo do Império Britânico: "Ele é o verdadeiro protótipo do colono britânico..." Trabalhos posteriores expandiriam uma mitologia do colonialismo.
Alguns dos temas comuns da Robinsonada são:
- Isolamento (por exemplo, ilha deserta, planeta virgem).
- Um novo começo para alguns dos personagens.
- Autorreflexão.
- Encontros com nativos ou aparentes nativos.
- Comentário sobre a sociedade.

## Obras
Uma das Robinsonadas mais conhecidas é The Swiss Family Robinson (1812–27), de Johann David Wyss, na qual um clérigo náufrago, sua esposa e seus quatro filhos, conseguem não apenas sobreviver em sua ilha, mas também estabelecer uma vida confortável.
Júlio Verne isola seus náufragos, em A Ilha Misteriosa (1874), com apenas um fósforo, um grão de trigo, uma coleira de metal e dois relógios.

## Subgêneros

### Robinsonada Propriamente Dita
A Robinsonada propriamente dita contém os seguintes temas:
- Progresso através da tecnologia.
- Um enredo seguindo os triunfos e a reconstrução da civilização.
- Realização econômica.
- A hostilidade da natureza.

### Utopismo
Ao contrário de Utopia (1516), de Thomas More, e das obras românticas que retratavam a natureza como idílica, Crusoé a tornou implacável e esparsa. O protagonista sobrevive devido a inteligência e pelas qualidades de sua educação cultural, que também lhe permite prevalecer em conflitos com outros náufragos ou contra os povos locais que possa encontrar. No entanto, o herói sobrevive do que consegue encontrar e insere uma certa dose de civilização no isolamento. As obras que se seguiram foram tanto na direção mais utópica (Swiss Family Robinson (1812), de Johann David Wyss) quanto na direção distópica (O Senhor das Moscas (1954), de William Golding).

### Crusoísmo Inverso
O termo Crusoísmo Inverso foi cunhado por J. G. Ballard. O paradigma de Róbinson Crusoé é um tema recorrente na obra de Ballard. Enquanto o Róbinson Crusoé original se tornou um náufrago contra sua própria vontade, os protagonistas de Ballard frequentemente optam por se isolar; daí o Crusoísmo Invertido (por exemplo, Concret Island, de 1974). O conceito prima por uma razão pela qual as pessoas se isolariam deliberadamente em uma ilha remota; nas obras de Ballard, se tornar um náufrago é tanto um processo de cura e fortalecimento quanto de aprisionamento, permitindo que as pessoas descubram uma existência mais significativa e vital.

### Ficção Científica Robinsonada
A Ficção Científica Robinsonada tende a ser ambientada em planetas ou satélites desabitados, ao invés vez de ilhas. A lua é o local da proto-ficção científica de Ralph Morris, em The Life and Wonderful Adventures of John Daniel (1751), e da obra de John W. Campbell Jr. sobre à inventividade humana, The Moon is Hell (1950).
Outros exemplos que tem elementos da Ficção Cinetífica Robinsonada e da Propriamente Dita são The Survivors (1958), de Tom Godwin, e Concrete Island (1974), de J.G. Ballard. Um exemplo mais recente é The Martian, de 2011, de Andy Weir.
A Sears List of Subject Headings recomenda que os bibliotecários também cataloguem a ficção apocalíptica - como os romances de Cormac McCarthy, A Estrada (2006), e Tropas Estelares (1959), de Robert A. Heinlein - como Robinsonadas.

## Filmes
Mr. Róbinson Crusoé é a atualização de 1932 da história na qual Douglas Fairbanks Sr. se isola em uma ilha deserta, por um ano, para ganhar uma aposta.
Robinson Crusoe (filme de 1954) é um filme de aventura, com direção de Luis Buñuel, que conta com Dan O'Herlihy no papel principal.
Robinson Crusoe on Mars, de 1964, é a história de um sobrevivente de um acidente espacial no planeta Marte.
Tenente Robin Crusoe, U.S.N., de 1966, é uma releitura cômica, que apresenta um piloto da Marinha dos Estados Unidos e um astronauta chimpanzé chamado Floyd.
Róbinson Crusoé (1972), é um filme russo, produzido pela Odessa film Studio, com Leonid Kuravlyov no papel-título e música de Antonio Vivaldi.
Enemy Mine (1985) é uma história de ficção científica sobre um ser humano e um alienígena inimigo, que aterrissam em um planetóide estéril e cooperam um com o outro para sobreviverem.
Náufrago (2000) narra a história de um funcionário da FedEx (interpretado por Tom Hanks), que é o único sobrevivente de um acidente de avião e fica preso em uma ilha deserta por quatro anos.
The Martian (2015) é um filme sobre um astronauta humano preso em Marte, depois que uma tempestade força o resto da tripulação a fugir e depois tentar resgatá-lo.

## Histórias em Quadrinhos
Mort Weisinger criou, em 1940, o super-herói Arqueiro Verde, um náufrago milionário que se tornou um vigilante.
No início dos anos 1960, a Gold Key Comics, produziu uma série de quadrinhos intitulada Space Family Robinson. Foi a primeira aparição, em histórias em quadrinhos, de uma família Róbinson viajando pelo espaço. Na edição nº 15 (janeiro de 1966), o título "Perdidos no Espaço" foi adicionado à capa. The Space Family Robinson teve 59 edições, de 1962 a 1982.
Posteriormente, o produtor Irwin Allen criou sua própria versão a partir de um conceito semelhante, sobre outra Space Family Robinson, intitulada Lost in Space, para a rede de televisão CBS.
O livro Silver Age: The Second Generation of Comic Artists, de Daniel Herman, explica que quando a série de televisão Lost in Space foi lançada, em 1965, era óbvio que ela foi inspirada, pelo menos em parte, pela história em quadrinhos, mas a CBS, que transmitiu o programa, nunca adquiriu a licença da Western Publishing para uso do nome. Em vez de processar a CBS ou Irwin Allen, a Western Publishing decidiu chegar a um acordo que lhes permitisse usar Lost in Space como título da história em quadrinhos. Como a CBS e Irwin Allen licenciavam programas para a editora, a Western Publishing não queria antagonizá-los.

## Televisão
The Adventures of Róbinson Crusoé (série de TV) foi uma produção franco-alemã com Robert Hoffmann no papel-título. Foi ao ar em 1965, no Reino Unido, com trilha sonora de Robert Mellin.
A série de televisão Lost in Space, de 1965, é uma adaptação do livro The Swiss Family Robinson. A família de astronautas do Dr. John Róbinson, junto com um piloto da Força Aérea e um robô, partiu de uma Terra superpovoada na espaçonave Júpiter 2 para visitar um planeta que circunda a estrela Alpha Centauri, com a esperança de colonizá-lo. Sua missão, em 1997 (a data oficial de lançamento do Júpiter 2 foi 16 de outubro de 1997), é sabotada pelo Dr. Zachary Smith, que escapa a bordo de sua nave espacial e reprograma o robô para destruir a Júpiter 2 e sua tripulação.
Smith fica preso a bordo e se salva revivendo prematuramente a tripulação da animação suspensa. Eles salvam a nave, mas os danos os deixam perdidos no espaço. Eles caem em um mundo alienígena, mais tarde identificado como Priplanis, onde sobrevivem a uma série de aventuras. Smith permanece ao longo da série como uma fonte de covardia cômica e vilania, explorando a natureza misericordiosa dos Róbinsons.

## Vídeo Games
Diversos jogos exploraram este gênero, colocando os jogadores em ambientes hostis onde devem atingir um objetivo específico ou apenas sobreviver. Como tal, os jogos de robinsonada podem ser incluídos no gênero mais amplo de jogos de sobrevivência. Alguns exemplos desse gênero são os jogos da série Stranded, Stranded Deep, The Forest e Minecraft.

## Ligações Externas
- Para exemplos históricos, veja "Daniel Defoe's Robinson Crusoe & the Robinsonades Digital Collection", que apresenta uma visão geral do gênero, junto com mais de 200 versões de Robinson Crusoe e robinsonadas históricas de livre acesso online, com texto completo e imagens de página com zoom da Baldwin Library of Historical Children's Literature.